# Gouvernement Yang IV
Yang III Ngute
Le gouvernement Philémon Yang IV, formé le 2 mars 2018, dirige l’exécutif au Cameroun. Il fait suite au troisième gouvernement, dirigé lui aussi par Philémon Yang, nommé Premier ministre en juillet 2009 au Cameroun.
Le ministère de la Décentralisation et du Développement local est créé.

## Statistiques
Le gouvernement est constitué de 62 membres, dont le Premier ministre, le vice-Premier ministre, deux ministres d’État, 36 ministres, dix ministres délégués, cinq ministres chargés de mission et douze secrétaires d’État,. Ce gouvernement compte onze femmes.

## Composition

### Premier ministre
| N° | Fonction              | Noms          | Parti |
| -- | --------------------- | ------------- | ----- |
| -  | Premier ministre      | Philémon Yang | RDPC  |
| 01 | Vice-Premier ministre | Amadou Ali    | RDPC  |

### Ministres d'État
Le gouvernement compte cinquante ministres, en plus du Premier ministre.
| N° | Fonction                  | Noms                | Parti |
| -- | ------------------------- | ------------------- | ----- |
| 02 | Tourisme et Loisirs       | Bello Bouba Maigari | UNDP  |
| 03 | Justice, garde des Sceaux | Laurent Esso        | RDPC  |

### Ministres
| N° | Fonction                                                        | Noms                         | Parti |
| -- | --------------------------------------------------------------- | ---------------------------- | ----- |
| 07 | Administration territoriale                                     | Paul Atanga Nji              | RDPC  |
| 08 | Affaires sociales                                               | Pauline Irène Kendeck-Nguene | RDPC  |
| 09 | Agriculture et Développement rural                              | Henri Eyebe Ayissi           | RDPC  |
| 10 | Arts et Culture                                                 | Narcisse Mouelle Kombi       | RDPC  |
| 11 | Commerce                                                        | Luc Magloire Atangana Mbarga | RDPC  |
| 12 | Communication                                                   | Issa Tchiroma Bakary         | FSNC  |
| 13 | Décentralisation et Développement local                         | Georges Elanga Obam          | RDPC  |
| 14 | Domaines, Cadastre et Affaires foncières                        | Jacqueline Koung à Bessike   | RDPC  |
| 15 | Économie, Planification et Aménagement du territoire            | Alamine Ousmane Mey          | RDPC  |
| 16 | Éducation de base                                               | Youssouf née Adidja Alim     | RDPC  |
| 17 | Élevage, Pêches et Industries animales                          | Dr Taïga                     | RDPC  |
| 18 | Emploi et Formation professionnelle                             | Zacharie Perevet             | RDPC  |
| 19 | Énergie et Eau                                                  | Gaston Eloundou Essomba      | RDPC  |
| 20 | Environnement, Protection de la nature et Développement durable | Pierre Hélé                  | RDPC  |
| 21 | Enseignements secondaires                                       | Pauline Nalova Lyonga        | RDPC  |
| 22 | Enseignement supérieur                                          | Jacques Fame Ndongo          | RDPC  |
| 23 | Finances                                                        | Louis Paul Motaze            | RDPC  |
| 24 | Fonction publique et Réforme administrative                     | Joseph Le                    | RDPC  |
| 25 | Forêt et Faune                                                  | Jules Doret Ndongo           | RDPC  |
| 26 | Développement urbain et Habitat                                 | Jean-Claude Mbwentchou       | RDPC  |
| 27 | Jeunesse et Éducation civique                                   | Mounouna Foutsou             | RDPC  |
| 28 | Industrie, Mines et Développement technologique                 | Ernest Ngwaboubou            | RDPC  |
| 29 | Petites et Moyennes Entreprises, Économie sociale et Artisanat  | Laurent Serge Etoundi Ngoa   | RDPC  |
| 30 | Postes et Télécommunications                                    | Minette Libom Li Likeng      | RDPC  |
| 31 | Promotion de la femme et de la famille                          | Marie-Thérèse Abena Ondoa    | RDPC  |
| 32 | Recherche scientifique et Innovation                            | Madeleine Tchuente           | RDPC  |
| 33 | Relations extérieures                                           | Lejeune Mbella Mbella        | RDPC  |
| 34 | Santé publique                                                  | André Mama Fouda             | RDPC  |
| 35 | Sports et Éducation physique                                    | Pierre Ismaël Bidoung Kpwatt | RDPC  |
| 36 | Transport                                                       | Ernest Ngalle Bibehe         | RDPC  |
| 37 | Travail et Sécurité sociale                                     | Grégoire Owona               | RDPC  |
| 38 | Travaux publics                                                 | Emmanuel Nganou Djoumessi    | RDPC  |

### Ministres délégués
| N° | Rattachement                                                                           | Fonction                          | Noms                              | Parti |
| -- | -------------------------------------------------------------------------------------- | --------------------------------- | --------------------------------- | ----- |
| 04 | Présidence                                                                             | Défense                           | Joseph Beti Assomo                | RDPC  |
| 05 | Présidence                                                                             | Contrôle supérieur de l'État      | Mbah Acha née Fomudam Rose Ngwari | RDPC  |
| 06 | Présidence                                                                             | Marchés publics                   | Aba Sadou                         | RDPC  |
| 39 | Ministre de l'Agriculture et du Développement rural                                    |                                   | Clémentine Ananga Messina         | RDPC  |
| 40 | Ministre de la Justice, garde des Sceaux                                               |                                   | Jean Pierre Fogui                 | RDPC  |
| 41 | Ministre des Relations extérieures                                                     | Relations avec le Commonwelth     | Felix Mbayu                       | RDPC  |
| 42 | Ministre de l'Économie de la Planification et de l'Aménagement du territoire           | Planification                     | Paul Tasong Tchoutang             | RDPC  |
| 48 | Ministre des Relations extérieures                                                     | Relations avec le monde islamique | Adoum Gargoum                     | RDPC  |
| 49 | Ministre de l'Environnement, de la Protection de la nature et du Développement durable |                                   | Nana Aboubakar Djalloh            | UNDP  |
| 50 | Ministre des Finances                                                                  |                                   | Yaouba Abdoulaye                  | RDPC  |

### Ministres chargés de mission
| N° | Rattachement | Fonction | Noms                        | Parti |
| -- | ------------ | -------- | --------------------------- | ----- |
| 43 | Présidence   |          | Hamadou Moustapha           | ANDP  |
| 44 | Présidence   |          | René Sadi                   | RDPC  |
| 45 | Présidence   |          | Joseph Dion Ngute           | RDPC  |
| 46 | Présidence   |          | Philippe Mbarga Mboa        | RDPC  |
| 47 | Présidence   |          | Victor Arrey Nkongho Mengot | RDPC  |

### Secrétaires d’État auprès d'un ministre
| N° | Rattachement                                                         | Fonction                                    | Noms                            | Parti |
| -- | -------------------------------------------------------------------- | ------------------------------------------- | ------------------------------- | ----- |
| 01 | Ministre de la Justice, garde des Sceaux                             | Administration pénitentiaire                | Jérôme Penbaga Dooh             | RDPC  |
| 03 | Ministre de la Santé publique                                        | Lutte contre les épidémies et les pandémies | Alim Hayatou                    | RDPC  |
| 04 | Ministre de la Défense                                               | Gendarmerie nationale                       | Galax Yves Landry Etoga         | RDPC  |
| 05 | Ministre de la Défense                                               | Anciens Combattants et Victimes de guerres  | Issa Koumpa                     | RDPC  |
| 06 | Ministre de l'Industrie, des Mines et du Développement technologique |                                             | Fuh Calistus Gentry             | RDPC  |
| 07 | Ministre des Travaux publics                                         |                                             | Armand Djodom                   | RDPC  |
| 08 | Ministre des Transports                                              |                                             | Oumarou Mefiro                  | RDPC  |
| 09 | Ministre de l’Éducation de base                                      |                                             | Benoit Ndong Soumhet            | RDPC  |
| 10 | Ministre des Enseignements secondaires                               | Enseignement normal                         | Boniface Bayola                 | RDPC  |
| 11 | Ministre de la Forêt et de la Faune                                  |                                             | Koulsoumi Alhadji épouse Boukar | RDPC  |
| 12 | Ministre de l'Habitat et du Développement urbain                     | Habitat                                     | Marie Rose Dibong née Biyong    | RDPC  |

### Rattachés à la Présidence de la République
| N°                   | Fonction                            | Noms                       | Parti |
| -------------------- | ----------------------------------- | -------------------------- | ----- |
| Secrétariat Général  |                                     |                            |       |
| 01                   | Ministre secrétaire général         | Ferdinand Ngoh Ngoh        | RDPC  |
| 02                   | Ministre secrétaire général adjoint | Eloung Paul Che            | RDPC  |
| Cabinet Civil        |                                     |                            |       |
| 03                   | Directeur du cabinet civil          | Samuel Mvondo Ayolo        | RDPC  |
| 04                   | Directeur adjoint du cabinet civil  | Osvalde Baboke             | RDPC  |
| Conseillers spéciaux |                                     |                            |       |
| 05                   | Conseiller spécial                  | Luc Sindjoun               | RDPC  |
| 06                   | Conseiller spécial                  | Contre-amiral Joseph Fouda | RDPC  |
| 07                   | Conseiller spécial                  | Dieudonné Samba            | RDPC  |